# نپتونوسن
نپتونوسن(به انگلیسی: Neptunocene)، با فرمول شیمیایی Np(C۸H۸)۲، یک ترکیب آلی حاوی نپتونیوم است. این ترکیب از یک اتم نپتونیوم که بین دو حلقه سیکلواکتاتتراان به صورت ساندویچی قرار دارد، تشکیل شده‌است. این ترکیب یکی از اولین ترکیبات سنتز شده آلی نپتونیوم بود. نپتونوسن، عضوی از دسته ترکیبات "اکتینوسن‌ها"، گروهی از متالوسن‌ها که عناصر سری اکتینید را در خود جای داده‌اند، می‌باشد.

## خواص و سنتز

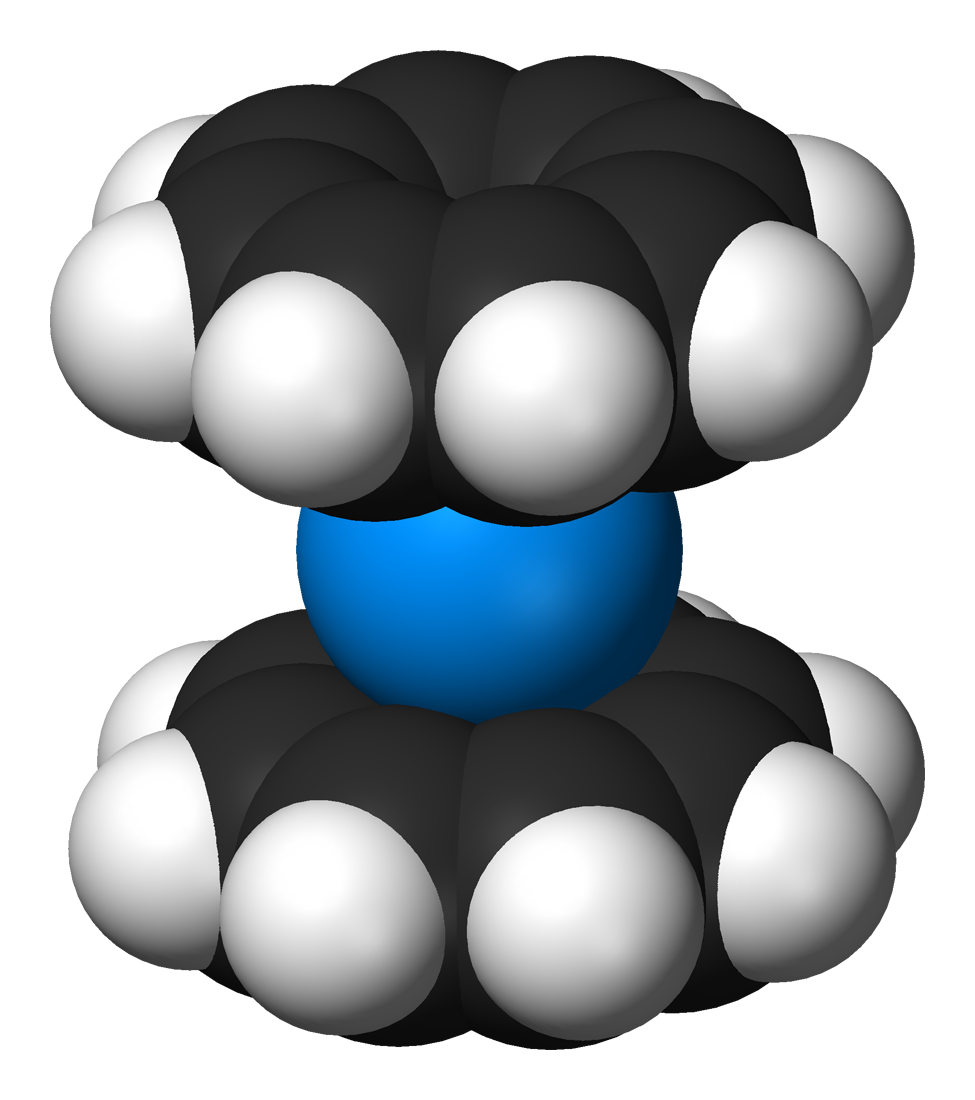
نپتونوسن

در سال ۱۹۷۰ از واکنش نپتونیوم(IV) کلرید با دی‌پتاسیم سیکلواکتاتتراانید (K۲(C۸H۸)) سنتز شد. این ماده یک هم‌ریخت با اورانوسن و پلوتونوسن است و از نظر شیمیایی رفتاری یکسان دارند. هر سه ترکیب نسبت به آب یا بازهای رقیق حساس نیستند، اما به هوا حساس هستند و به سرعت واکنش داده و اکسید تشکیل می‌دهند. هر سه ماده به مقدار کمی در بنزن و تولوئن حل می‌شوند.